# Seznam premiérů Belgie
Toto je seznam premiérů Belgie od založení belgického státu v roce 1830:

## Šéfové vlád (1831–1918)
| Pořadí | Portrét | Jméno (narození–úmrtí)                      | Volby                              | Nástup do úřadu   | Odchod z úřadu     | Politická strana | Vláda                    |
| ------ | ------- | ------------------------------------------- | ---------------------------------- | ----------------- | ------------------ | ---------------- | ------------------------ |
| 1      |         | Étienne Constantin de Gerlache (1785–1871)  | 1830                               | 27. února 1831    | 10. března 1831    | nestraník        | De Gerlache              |
| 2      |         | Joseph Lebeau (1794–1865)                   | -                                  | 10. března 1831   | 24. července 1831  | nestraník        | Lebeau I                 |
| 3      |         | Félix de Muelenaere (1793–1862)             | 1831                               | 24. července 1831 | 20. října 1832     | nestraník        | De Mûelenaere            |
| 4      |         | Albert Joseph Goblet d'Alviella (1790–1873) | 1833                               | 20. října 1832    | 4. srpna 1834      | nestraník        | Goblet d'Alviella—Rogier |
| 5      |         | Barthélémy de Theux de Meylandt (1794–1874) | 1835 1837 1839                     | 4. srpna 1834     | 18. dubna 1840     | nestraník        | De Theux de Meylandt I   |
| 6      |         | Joseph Lebeau (1794–1865)                   | -                                  | 18. dubna 1840    | 13. dubna 1841     | nestraník        | Lebeau II                |
| 7      |         | Jean-Baptiste Nothomb (1805–1881)           | 1841 1843                          | 13. dubna 1841    | 30. července 1845  | nestraník        | Nothomb                  |
| 8      |         | Sylvain Van de Weyer (1802–1874)            | 1845                               | 30. července 1845 | 31. března 1846    | nestraník        | Van de Weyer             |
| 9      |         | Barthélémy de Theux de Meylandt (1794–1874) | -                                  | 31. března 1846   | 12. srpna 1847     | nestraník        | De Theux de Meylandt     |
| 10     |         | Charles Rogier (1800–1885)                  | 1847 1848 1850                     | 12. srpna 1847    | 31 října 1852      | Liberální strana | Rogier I                 |
| 11     |         | Henri de Brouckère (1801–1891)              | 1852 1854                          | 31. října 1852    | 30. března 1855    | Liberální strana | De Brouckère             |
| 12     |         | Pierre de Decker (1812–1891)                | 1855 1856                          | 30. března 1855   | 9. listopadu 1857  | nestraník        | De Decker                |
| 13     |         | Charles Rogier (1800–1885)                  | 1857 1859 1861 1863 1864 1866 1867 | 9. listopadu 1857 | 3. ledna 1868      | Liberální strana | Rogier II                |
| 14     |         | Walthère Frère-Orban (1812–1896)            | 1868                               | 3. ledna 1868     | 2. července 1870   | Liberální strana | Frère-Orban I            |
| 15     |         | Jules d'Anethan (1803–1888)                 | 1870 I 1870 II                     | 2. července 1870  | 7. prosince 1871   | Katolická strana | D'Anethan                |
| 16     |         | Barthélémy de Theux de Meylandt (1794–1874) | 1872 1874                          | 7. prosince 1871  | 21. srpna 1874     | Katolická strana | Theux de Meylandt        |
| 17     |         | Jules Malou (1810–1886)                     | 1876                               | 21. srpna 1874    | 19. června 1878    | Katolická strana | Malou I                  |
| 18     |         | Walthère Frère-Orban (1812–1891)            | 1878 1880 1882                     | 19. června 1878   | 16. června 1884    | Liberální strana | Frère-Orban II           |
| 19     |         | Jules Malou (1810–1886)                     | 1884                               | 16. června 1884   | 26. října 1884     | Katolická strana | Malou II                 |
| 20     |         | Auguste Beernaert (1829–1912)               | 1886 1888 1890 1892                | 26. října 1884    | 26. března 1894    | Katolická strana | Beernaert                |
| 21     |         | Jules de Burlet (1844–1897)                 | 1894                               | 26. března 1894   | 25. února 1896     | Katolická strana | De Burlet                |
| 22     |         | Paul de Smet de Naeyer (1843–1913)          | 1896 1898                          | 25. února 1896    | 24. ledna 1899     | Katolická strana | De Smet de Naeyer I      |
| 23     |         | Jules Vandenpeereboom (1843–1917)           | -                                  | 24. ledna 1899    | 5. srpna 1899      | Katolická strana | Vandenpeereboom          |
| 24     |         | Paul de Smet de Naeyer (1843–1913)          | 1900 1902 1904 1906                | 5. srpna 1899     | 2. května 1907     | Katolická strana | De Smet de Naeyer II     |
| 25     |         | Jules de Trooz (1857–1907)                  | -                                  | 2. května 1907    | 31. prosince 1907  | Katolická strana | De Trooz                 |
| 26     |         | Frans Schollaert (1851–1917)                | 1908 1910                          | 9. ledna 1908     | 17. června 1911    | Katolická strana | Schollaert               |
| 27     |         | Charles de Broqueville (1860–1940)          | 1912 1914                          | 17. června 1911   | 1. června 1918     | Katolická strana | De Broqueville I         |
| 28     |         | Gérard Cooreman (1852–1926)                 | -                                  | 1. června 1918    | 21. listopadu 1918 | Katolická strana | Cooreman                 |

## První ministři (od 1918)
| Pořadí | Portrét | Jméno (narození–úmrtí)             | Volby               | Nástup do úřadu    | Odchod z úřadu     | Politická strana                        | Vláda                    |
| ------ | ------- | ---------------------------------- | ------------------- | ------------------ | ------------------ | --------------------------------------- | ------------------------ |
| 29     |         | Léon Delacroix (1867–1929)         | 1919                | 21. listopadu 1918 | 20. listopadu 1920 | Katolická strana                        | Delacrois I-II           |
| 30     |         | Henry Carton de Wiart (1869–1951)  | -                   | 20. listopadu 1920 | 16. prosince 1921  | Katolická strana                        | Carton de Wiart          |
| 31     |         | Georges Theunis (1873–1966)        | 1921                | 16. prosince 1921  | 13. května 1925    | Katolická strana                        | Theunis                  |
| 32     |         | Aloys Van de Vyvere (1871–1961)    | 1925                | 13. května 1925    | 17. června 1925    | Katolická strana                        | Van de Vyvere            |
| 33     |         | Prosper Poullet (1868–1937)        | -                   | 17. června 1925    | 20. května 1926    | Katolická strana                        | Poullet                  |
| 34     |         | Henri Jaspar (1870–1939)           | 1929                | 20. května 1926    | 6. června 1931     | Katolická strana                        | Jaspar I-II              |
| 35     |         | Jules Renkin (1862–1934)           | -                   | 6. června 1931     | 22. října 1932     | Katolická strana                        | Renkin                   |
| 36     |         | Charles de Broqueville (1860–1940) | 1932                | 22. října 1932     | 20. listopadu 1934 | Katolická strana                        | De Broqueville II        |
| 37     |         | Georges Theunis (1873–1966)        | -                   | 20. listopadu 1934 | 25. března 1935    | Katolická strana                        | Theunis II               |
| 38     |         | Paul van Zeeland (1893–1973)       | 1936                | 25. března 1935    | 24. listopadu 1937 | Katolická strana                        | Van Zeeland I-II         |
| 39     |         | Paul-Émile Janson (1873–1944)      | -                   | 24. listopadu 1937 | 15. května 1938    | Liberální strana                        | Janson                   |
| 40     |         | Paul-Henri Spaak (1899–1972)       | -                   | 15. května 1938    | 22. února 1939     | Belgická strana práce                   | Spaak I                  |
| 41     |         | Hubert Pierlot (1883–1963)         | 1939                | 22. února 1939     | 12. února 1945     | Katolická strana                        | Pierlot I-II-III-IV-V-VI |
| 42     |         | Achille Van Acker (1898–1975)      | -                   | 12. února 1945     | 13. března 1946    | Belgická socialistická strana           | Van Acker I-II           |
| 43     |         | Paul-Henri Spaak (1899–1972)       | 1946                | 13. března 1946    | 31. března 1946    | Belgická socialistická strana           | Spaak II                 |
| 44     |         | Achille Van Acker (1898–1975)      | -                   | 31. března 1946    | 3. srpna 1946      | Belgická socialistická strana           | Van Acker III            |
| 45     |         | Camille Huysmans (1871–1968)       | -                   | 3. srpna 1946      | 20. března 1947    | Belgická socialistická strana           | Huysmans                 |
| 46     |         | Paul-Henri Spaak (1899–1972)       | -                   | 20. března 1947    | 11. srpna 1949     | Belgická socialistická strana           | Spaak III                |
| 47     |         | Gaston Eyskens (1905–1988)         | 1949                | 11. srpna 1949     | 8. června 1950     | Křesťanská sociální strana              | G.Eyskens I              |
| 48     |         | Jean Duvieusart (1900–1977)        | 1950                | 8. června 1950     | 16. srpna 1950     | Křesťanská sociální strana              | Duvieusart               |
| 49     |         | Joseph Pholien (1884–1968)         | -                   | 16. srpna 1950     | 15. ledna 1952     | Křesťanská sociální strana              | Pholien                  |
| 50     |         | Jean Van Houtte (1907–1991)        | -                   | 15. ledna 1952     | 23. dubna 1954     | Křesťanská sociální strana              | Van Houtte               |
| 51     |         | Achille Van Acker (1898–1975)      | 1954                | 23. dubna 1954     | 26. června 1958    | Belgická socialistická strana           | Van Acker IV             |
| 52     |         | Gaston Eyskens (1905–1988)         | 1958                | 26. června 1958    | 25. dubna 1961     | Křesťanská sociální strana              | G.Eyskens II-III-IV      |
| 53     |         | Théo Lefèvre (1914–1973)           | 1961                | 25. dubna 1961     | 28. července 1965  | Křesťanská sociální strana              | Lefèvre                  |
| 54     |         | Pierre Harmel (1911–2009)          | 1965                | 28. července 1965  | 19. března 1966    | Křesťanská sociální strana              | Harmel                   |
| 55     |         | Paul Vanden Boeynants (1919–2001)  | -                   | 19. března 1966    | 17. července 1968  | Křesťanská sociální strana              | Vanden Boeynants I       |
| 56     |         | Gaston Eyskens (1905–1988)         | 1968 1971           | 17. července 1968  | 26. ledna 1973     | Christen-Democratisch en Vlaams         | G.Eyskens V-VI           |
| 57     |         | Edmond Leburton (1915–1997)        | -                   | 26. ledna 1973     | 25. dubna 1974     | Belgická socialistická strana           | Leburton I-II            |
| 58     |         | Leo Tindemans (1922–2014)          | 1974 1977           | 25. dubna 1974     | 20. října 1978     | Christen-Democratisch en Vlaams         | Tindemans I-II           |
| 59     |         | Paul Vanden Boeynants (1919–2001)  | -                   | 20. října 1978     | 3. dubna 1979      | Křesťanská sociální strana              | Vanden Boeynants II      |
| 60     |         | Wilfried Martens (1936–2013)       | 1978                | 3. dubna 1979      | 31. března 1981    | Christen-Democratisch en Vlaams         | Martens I-II-III-IV      |
| 61     |         | Mark Eyskens (* 1933)              | -                   | 31. března 1981    | 17. prosince 1981  | Christen-Democratisch en Vlaams         | M.Eyskens                |
| 62     |         | Wilfried Martens (1936–2013)       | 1981 1985 1987 1991 | 17. prosince 1981  | 7. března 1992     | Christen-Democratisch en Vlaams         | Martens V-VI-VII-VIII-IX |
| 63     |         | Jean-Luc Dehaene (1940–2014)       | 1995                | 7. března 1992     | 12. července 1999  | Christen-Democratisch en Vlaams         | Dehaene I-II             |
| 64     |         | Guy Verhofstadt (* 1953)           | 1999 2003 2007      | 12. července 1999  | 20. března 2008    | Otevření vlámští liberálové a demokraté | Verhofstadt I-II         |
| 65     |         | Yves Leterme (* 1960)              | -                   | 20. března 2008    | 30. prosince 2008  | Christen-Democratisch en Vlaams         | Leterme I                |
| 66     |         | Herman Van Rompuy (born 1947)      | -                   | 30. prosince 2008  | 25. listopadu 2009 | Christen-Democratisch en Vlaams         | Van Rompuy               |
| 67     |         | Yves Leterme (* 1960)              | -                   | 25. listopadu 2009 | 6. prosince 2011   | Christen-Democratisch en Vlaams         | Leterme II               |
| 68     |         | Elio Di Rupo (* 1951)              | 2010                | 6. prosince 2011   | 11. října 2014     | Parti socialiste                        | Di Rupo                  |
| 69     |         | Charles Michel (* 1975)            | 2014                | 11. října 2014     | 27. října 2019     | Mouvement réformateur                   | Michel I-II              |
| 70     |         | Sophie Wilmèsová (* 1975)          | 2019                | 27. října 2019     | 1. října 2020      | Mouvement réformateur                   | Wilmèsová I-II           |
| 71     |         | Alexander De Croo (* 1975)         | –                   | 1. října 2020      | 3. února 2025      | Otevření vlámští liberálové a demokraté | De Croo                  |
| 72     |         | Bart De Wever (* 1970)             | 2024                | 3. února 2025      | v úřadu            | Nová vlámská aliance (N-VA)             | De Wever                 |